# イントレピッド級戦列艦
イントレピッド級戦列艦(Intrepid class ships of the line)はジョン・ウィリアムス設計のイギリス海軍の64門3等戦列艦。1765年12月18日に承認された彼の設計は同時期に建造されたトーマス・スレードのウースター級よりも若干小型で、これらは7年戦争で比較されることになる。

## 同型艦
| 艦名           | 造船所                                                       | 発注           | 進水           | その後     |
| -------------- | ------------------------------------------------------------ | -------------- | -------------- | ---------- |
| イントレピッド | ウリッジ工廠                                                 | 1765年11月16日 | 1770年12月4日  | 1828年売却 |
| モンマス       | プリマス工廠                                                 | 1767年9月10日  | 1772年4月18日  | 1818年解体 |
| デファイアンス | ウリッジ工廠                                                 | 1768年6月9日   | 1772年8月31日  | 1780年難破 |
| ノンサッチ     | プリマス工廠                                                 | 1769年11月30日 | 1774年12月17日 | 1802年解体 |
| ルビー         | ウリッジ工廠                                                 | 1769年11月30日 | 1776年11月26日 | 1821年解体 |
| ヴィジラント   | ヘンリー&アンソニー・アダムズ造船所 （バックラーズ・ハード） | 1771年1月14日  | 1774年10月6日  | 1816年解体 |
| イーグル       | ジョン&ウィリアム・ウェルズ造船所 （ロザーハイス）           | 1771年1月14日  | 1774年7月30日  | 1812年解体 |
| アメリカ       | デットフォード工廠                                           | 1771年6月18日  | 1777年8月5日   | 1807年解体 |
| アンソン       | プリマス工廠                                                 | 1773年4月3日   | 1781年10月15日 | 1807年売却 |
| パリフィーマス | シーアネス工廠                                               | 1773年12月1日  | 1782年4月27日  | 1827年解体 |
| マグナニム     | デットフォード工廠                                           | 1775年10月16日 | 1780年10月14日 | 1813年解体 |
| サンプソン     | ウリッジ工廠                                                 | 1776年7月25日  | 1781年6月29日  | 1832年売却 |
| レパルス       | ロバート・ファビアン造船所（東カウズ）                       | 1777年2月5日   | 1780年11月28日 | 1800年難破 |
| ダイアデム     | チャタム工廠                                                 | 1777年12月5日  | 1782年12月19日 | 1832年解体 |
| スタンダード   | デットフォード工廠                                           | 1779年8月5日   | 1782年10月8日  | 1816年解体 |